# Seinfeld (sezonul 3)
Seinfeld este un sitcom american, creat de Larry David și Jerry Seinfeld (care, în plus, joacă rolul principal).  Episodul pilot al serialului a fost transmis în 5 iulie 1989, serialul propriu-zis debutând în mai 1990.  Deși n-a avut succes imediat, popularitatea sa a crescut cu timpul, încetul cu încetul.  În 1992 - 1993, în sezonul al IV-lea, s-a aflat pentru prima dată în topul 25 al serialelor după audiență, pentru ca în sezonul 1994 - 1995 să ajungă pe locul întâi.  Când ultimul episod al serialului a fost transmis pe 14 martie 1998, a fost vizionat de 76 milioane de telespectatori. 

## Lista de episoade
| №  | #  | Titlul                  | Regia           | Scenariul                                           | Premiera           | Cod de producție | Audiență |
| -- | -- | ----------------------- | --------------- | --------------------------------------------------- | ------------------ | ---------------- | -------- |
| 18 | 1  | „The Note”              | Tom Cherones    | Larry David                                         | 18 septembrie 1991 | 301              | 15.1/25  |
| 19 | 2  | „The Truth”             | David Steinberg | Elaine Pope                                         | 25 septembrie 1991 | 302              | 11.5/19  |
| 20 | 3  | „The Pen”               | Tom Cherones    | Larry David                                         | 2 octombrie 1991   | 305              | 11.1/17  |
| 21 | 4  | „The Dog”               | Tom Cherones    | Larry David                                         | 9 octombrie 1991   | 303              | 12.3/20  |
| 22 | 5  | „The Library”           | Joshua White    | Larry Charles                                       | 16 octombrie 1991  | 304              | 11.6/19  |
| 23 | 6  | „The Parking Garage”    | Tom Cherones    | Larry David                                         | 30 octombrie 1991  | 306              | 12.1/19  |
| 24 | 7  | „The Cafe”              | Tom Cherones    | Tom Leopold                                         | 6 noiembrie 1991   | 307              | 11.7/18  |
| 25 | 8  | „The Tape”              | David Steinberg | Larry David, Bob Shaw & Don McEnery                 | 13 noiembrie 1991  | 308              | 11.2/17  |
| 26 | 9  | „The Nose Job”          | Tom Cherones    | Peter Mehlman                                       | 20 noiembrie 1991  | 309              | 11.8/19  |
| 27 | 10 | „The Stranded”          | Tom Cherones    | Larry David, Jerry Seinfeld & Matt Goldman          | 27 noiembrie 1991  | 209              | 12.3/20  |
| 28 | 11 | „The Alternate Side”    | Tom Cherones    | Larry David & Bill Masters                          | 4 decembrie 1991   | 310              | 12.4/19  |
| 29 | 12 | „The Red Dot”           | Tom Cherones    | Larry David                                         | 11 decembrie 1991  | 311              | 12.2/19  |
| 30 | 13 | „The Subway”            | Tom Cherones    | Larry Charles                                       | 8 ianuarie 1992    | 313              | 12.8/20  |
| 31 | 14 | „The Pez Dispenser”     | Tom Cherones    | Larry David                                         | 15 ianuarie 1992   | 314              | 13.0/20  |
| 32 | 15 | „The Suicide”           | Tom Cherones    | Tom Leopold                                         | 29 ianuarie 1992   | 312              | 11.4/18  |
| 33 | 16 | „The Fix-Up”            | Tom Cherones    | Larry Charles & Elaine Pope                         | 5 februarie 1992   | 317              | 13.0/20  |
| 34 | 17 | „The Boyfriend: Part 1” | Tom Cherones    | Larry David & Larry Levin                           | 12 februarie 1992  | 315              | 12.1/18  |
| 35 | 18 | „The Boyfriend: Part 2” | Tom Cherones    | Larry David & Larry Levin                           | 12 februarie 1992  | 316              | 12.1/18  |
| 36 | 19 | „The Limo”              | Tom Cherones    | Roteiro por: Larry Charles História por: Marc Jaffe | 26 februarie 1992  | 318              | 13.6/21  |
| 37 | 20 | „The Good Samaritan”    | Jason Alexander | Peter Mehlman                                       | 4 martie 1992      | 319              | 11.5/18  |
| 38 | 21 | „The Letter”            | Tom Cherones    | Larry David                                         | 25 martie 1992     | 320              | 15.0/24  |
| 39 | 22 | „The Parking Space”     | Tom Cherones    | Larry David & Greg Daniels                          | 22 aprilie 1992    | 321              | 12/19    |
| 40 | 23 | „The Keys”              | Tom Cherones    | Larry Charles                                       | 6 mai 1992         | 322              | 11.4/18  |